# 매지컬 고삼즈
매지컬 고삼즈는 세리와 비완이 2013년 11월 6일에서 2016년 11월 16일까지 네이버 웹툰에서 연재했던 만화이다. 

## 시놉시스
고등학교 3학년인 한여름이 마법소녀 생활을 하면서 현실의 자신과 마법소녀로서의 자신 사이에서 갈등하는 이야기